# Нінан Куйочі
Нінан Куйочі (1490 —1527) — державний та військовий діяч імперії інків Тауантінсую.

## Життєпис
Походив з династії Верхнього Куско. Син імператора Уайни Капаки та його дружини-сестри Кусірімаї. Здобув класичну інкську освіту в імператорській школі ячауасі. Замолоду виявив хист до військової справи.
Разом з батьком Нінан брав участь у військових походах на землі сучасної Болівії, що були приєднані до держави інків, де підкорено плем'я чарків. Саме тут здобув повагу інших інкських військовиків. Згодом відзначився у походах на півдні імперії (сучасне центральне Чилі), якими ці землі були остаточно приєднані до держави інків. Потім був учасником походів проти повсталих на о. Пуна, задля придушення ворохобників у провінції Чінчасую.
У подальшому скрізь супроводжував Уайна Капака в походах та відпочинках. Разом з батьком та братом Атауальпою звитяжив під час придушення повстання у колишній державі Кіту (сучасний Еквадор) та племені патів (сучасна південна Колумбія).
Наприкінці 1510-х років Нінан Куйочі звитяжив під час війни з войовничим племен карангі, яке зрештою було знищено. У подальші роки разом з військовими загонами діяв в долині річки Чінчіпе. Напередодні смерті Уайна Капак змінив своє рішення щодо спадкоємця трону (аукі), зробивши замість Уаскара — Нінана. Останній став готуватися до подорожі до Куско задля коронації. Проте незабаром помер від натуральної віспи, яку занесли до країни іспанці. Цей факт спричинив вакуум влади, що призвело до протистояння Уаскара з Атауальпою.